# 亦荘駅
亦荘駅（えきそうえき、中文表記: 亦庄站、英文表記: Yizhuang Railway Station）は中国の北京市通州区にある中国鉄路総公司の駅。
高速鉄道の駅舎自体は2010年代に完成していたが、需要が見込めないとして10年以上開業が遅れた経緯を有する。

## 利用可能な鉄道路線
中国鉄路総公司
京津都市間鉄道
北京地下鉄
■亦荘線

## 概要
島式ホーム1面2線の地下駅である。

## 歴史
- 2018年12月30日 - 北京地下鉄亦荘線が当駅まで開業。
- 2024年9月29日 - 中国国鉄亦荘駅開業[2]。

## 隣の駅
中国鉄路総公司
京津都市間鉄道
北京南駅 - 亦荘駅 - 永楽駅（未開業） - 武清駅
北京地下鉄
■北京地下鉄亦荘線
次渠駅  - 亦荘駅